# Pará (Talmud)
Pará (en hebreo: מסכת פרה) (transliterado: Masejet Pará ) es el nombre de un tratado de la Mishná y el Talmud, el tratado está incluido en el orden de Tohorot. La ley de la Torá (en Números 19) decreta que una ternera roja, "en la cual no hay mancha, y sobre la cual nunca llegó el yugo," será quemada y sus cenizas serán mezcladas con agua de manantial, para que la mezcla así obtenida pueda ser usada para rociar y limpiar a todo aquel que esté en un estado de impureza ritual. La cremación de la ternera y la preparación de sus cenizas, así como la recolección del agua y su mezcla, solían estar acompañadas de estrictas ceremonias. El tratado Pará contiene una descripción detallada de estas ceremonias, así como varias regulaciones concernientes a la pureza del agua de riego y sus diferentes efectos. En la mayoría de las ediciones, el tratado es el cuarto del orden de Tohorot de la Mishná, y está dividido en doce capítulos, conteniendo noventa y seis párrafos en total.